# Leeroy Jenkins

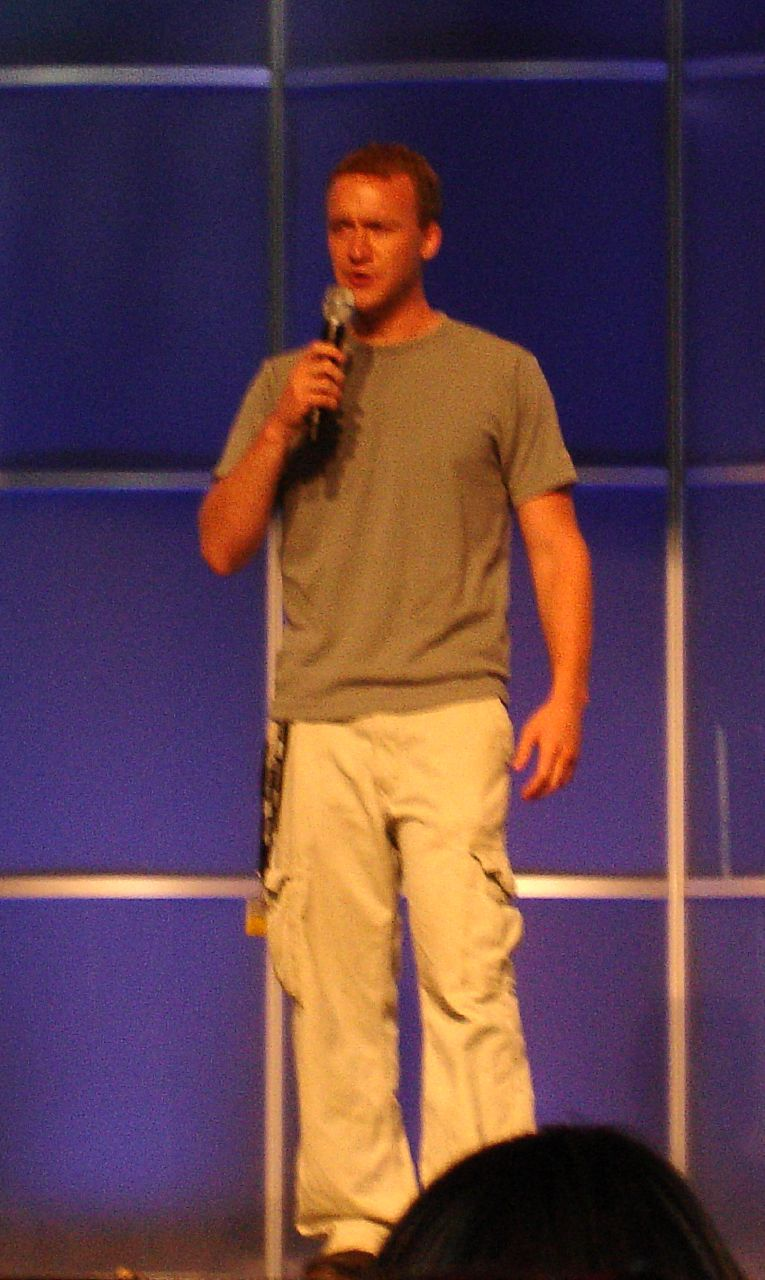
Ben Schultz na Blizzcon 2007.

Leeroy Jenkins (crazy) de um avatar tanker criado por Ben Schulz no MMORPG World of Warcraft. Ficou famoso porque correu, com o cômico grito de guerra "Leeeeeroy Jenkins", para dentro de uma caverna altamente populada por monstros de alto nível, fazendo com que ele e o resto de seu grupo morressem. Isso pois estava away from keyboard e, quando voltou, ignorou toda a estratégia que seus colegas de guilda Pals for Life estavam discutindo na Rookery Room em Black Rock Spire. Esse evento foi gravado e distribuído através da internet, espalhando o meme além do YouTube: surgiram merchandises, paródias e remixes, entre outras formas de mídia. Isso porque é tão simples e comum nas jogatinas que criou uma piada de amplitude global.
O vídeo foi carregado para o YouTube em 2006 e acumulou mais de 45 milhões de visualizações desde então. Ele foi "imortalizado" em um card de Hearthstone.